# إد رايس
إد رايس (بالإنجليزية: Ed Rice)‏ هو مصور وصحفي أمريكي، ولد في 23 أكتوبر 1918، وتوفي في 8 أغسطس 2001.